# Froland
Froland este o comună din provincia Agder, Norvegia.